# Joppa surinamiae
Joppa surinamiae är en stekelart som beskrevs av Embrik Strand 1922. Joppa surinamiae ingår i släktet Joppa och familjen brokparasitsteklar. Inga underarter finns listade i Catalogue of Life.